# Acacia sporadica
Acacia sporadica é uma espécie de leguminosa do gênero Acacia, pertencente à família Fabaceae.